# Автострада RA2 (Італія)
Автострада розв'язка 2 (RA 2, італ. Raccordo autostradale di Avellino, досл. «автомагістраль, що сполучає Авелліно») — це італійська автомагістраль, яка з’єднує місто Авелліно з автострадами A2 і A30 на розв’язці Фішіано.Є частиною європейської траси E841.

## Історія
Дорога, яка спочатку з'єднувала Салерно з Авелліно, була побудована державною дорожньою компанією ANAS, щоб з'єднати місто Авелліно з національною мережею автострад у Салерно; у 1967 році вона була технічно класифікована як автомагістраль з офіційною назвою «Raccordo autostradale Salerno-Avellino» (буквально: «Автомагістраль, що сполучає Салерно–Авелліно»).
У 2001 році дорога отримала офіційний номер RA 02, фактично не використовується.
У 2017 році ділянку між Салерно та Фішано було класифіковано як частину нової автомагістралі А2; після цього коротша RA 2 називається "Raccordo autostradale di Avellino" (буквально: "З'єднання автостради з Авелліно").